# Waltheria viscosissima
Waltheria viscosissima är en malvaväxtart som beskrevs av A. St.-hil.. Waltheria viscosissima ingår i släktet Waltheria och familjen malvaväxter. Inga underarter finns listade i Catalogue of Life.